# D21 Kunstraum Leipzig
Der D21 Kunstraum Leipzig ist ein 2006 in Leipzig gegründeter Kunstverein, der sich der Förderung und Vermittlung zeitgenössischer Kunst widmet.

## Programm
Das Programm des D21 Kunstraum gliedert sich in unterschiedliche Formate. Pro Jahr sind drei bis vier international orientierte, thematische Ausstellungen zu sehen. Mit dem Format „D21/Lab“ werden junge experimentelle Ansätze in Kunst und Kuration gefördert. 
Zum Begleitprogramm gehören Vorträge, Podiumsdiskussionen und Künstlergespräche. Außerdem zeigt der D21 Kunstraum Filmreihen und Filmfestivals zu Künstler- und Experimentalfilmen in verschiedenen Leipziger Kinos.
Der Verein ist Mitglied in der Arbeitsgemeinschaft deutscher Kunstvereine (ADKV). 2015, 2017 und 2018 wurde der D21 Kunstraum für den ADKV-ART COLOGNE Preis für Kunstvereine nominiert.
Der Verein finanziert sein Programm durch öffentliche Fördermittel und projektbezogene Spenden.

## Künstlerische Leitung
- 2006–2008 Leif Magne Tangen
- 2008–2012 Michael Arzt
- 2012–2014 Lena Brüggemann und Hannah Sieben
- seit 2015 Lena Brüggemann

## Publikationen (Auswahl)
- Juliane Richter, Tanja Scheffler, Hannah Sieben (Hrsg.): Raster Beton. Vom Leben in Großwohnsiedlungen zwischen Kunst und Platte. Leipzig-Grünau im internationalen Vergleich, M BOOKS, Weimar, 2017, ISBN 978-3944425061.
- Lena Brüggemann/Francis Hunger (Hrsg.): Search Routines: Tales of Databases, D21 Kunstraum Leipzig, 2015, ISBN 978-3-00-050502-7.
- Marina Geitz/Constanze Müller (Hrsg.): INTERIM – Un tunnel transatlantique, nisaba Verlag, 2015, ISBN 978-3-941-37903-9.
- Lena Brüggemann/Hannah Sieben (Hrsg.): Taking Site!, D21 Kunstraum Leipzig, 2014.
- Michael Arzt: England ist nicht die einzige Insel der Welt – Klaus Hähner-Springmühl, D21 Kunstraum Leipzig, 2010.